# Pseudo-Barnaba
Pseudo-Barnaba – umowne określenie autora apokryficznego Listu Barnaby. Rozważany jako Ojciec Kościoła, w opinii większości uczonych nietożsamy ze świętym Barnabą.

## List
List został napisany do chrześcijan nawróconych z pogaństwa, którym niektórzy chrześcijańscy Żydzi tłumaczyli, że nadal obowiązuje Prawo Mojżeszowe. W liście znajduje się utwór moralizatorski żydowskiego pochodzenia Dwie drogi. List powstał prawdopodobnie w Aleksandrii ok. 130 roku.